# Pavel en Antonín Vranický-expositie
De Pavel en Antonín Vranický-expositie (Tsjechisch: Síň Pavla a Antonína Vranických) zijn twee museumruimtes op het terrein van het klooster van Nová Říše in Tsjechië.
Het is gewijd aan Pavel en Antonín Vranický die in het dorp werden geboren. Het is opgericht door het klooster en onderdeel van de bezichtigingsroute. Het werd opgericht aan het begin van de jaren negentig van de 20e eeuw.

## Expositie
De expositie is verdeeld over twee afzonderlijke vertrekken. In het eerste gaat in op het leven van de broers Vranický. Het behandelt hun geboorte, leven en studie in Nová Říše. Onderdeel is ook een weergave van de stamboom.
In het tweede vertrek is informatie vastgelegd over hun werken uit hun succesvolle periode. De expositie is voornamelijk gewijd aan hun tijd in Wenen. Hier woonden zij en werkten ze met voornamelijk Joseph Haydn en Wolfgang Amadeus Mozart. Onderdeel van de collectie zijn muziekinstrumenten van de broers als ook van andere muzikanten. Verschillende voorwerpen uit de collectie in de expositie zijn geleend van het Tsjechisch Muziekmuseum.
In het klooster is er ook een vertrek gewijd aan het werk en leven van Jan Novák, een componist uit Nová Říše.